# Drachenfels
Drachenfels (dansk: Dragefjeldet) er et bjerg i Siebengebirge nær Bonn i den tyske delstat Nordrhein-Westfalen. Slotsruinerne som ligger på toppen har same navn. Der ligger også et andet slot, restaureret i 2003, lidt længere nede af Rhinen med navn Schloss Drachenburg.
Et tysk sagn fortæller at Siegfried, helten fra Nibelungenlied, dræbte en drage (tysk: Drachen), som boede i en grotte i bjerget, og efterfølgende badede i dragens blod for dermed at blive usårlig.
En bjergbane går fra Königswinter ved bredden af Rhinen til toppen af Drachenfels.